# Ernest Vaast
Ernest Vaast (Parigi, 28 ottobre 1922 – Clermont-Ferrand, 10 aprile 2011) è stato un allenatore di calcio e calciatore francese, di ruolo centrocampista.

## Carriera
Giocò nelle massime divisioni di Francia e Svizzera (per una stagione, terminata al primo posto in campionato con la maglia del Servette). Vinse nel 1945 e nel 1949 la Coppa di Francia.

## Palmarès

### Giocatore

#### Competizioni nazionali
- Coppa di Francia: 2

RC Paris: 1944-1945, 1948-1949